# 엘몰로
엘몰로(El Molo)는 투르카나호 동남쪽 기슭에 위치해 있는 케냐의 마을이다. 로이야갈라니에서 북쪽으로 10km 정도 떨어져 있다. 이 지역에 사는 인구는 약 200명 정도이다. 적은 인구의 엘몰로족들은 나일파치(농어목 물고기의 일종)를 낚시한다.